# Pointe Béhague
La pointe Béhague ou pointe Coumarouman est le cap situé le plus au nord-est de la Guyane, collectivité territoriale unique française, dans la commune de Ouanary. Il se trouve dans une vaste zone humide entre les estuaires des fleuves Approuague et Oyapock. 